# Spitssnavelgrondvink
De spitssnavelgrondvink (Geospiza difficilis) is een van de zogenaamde darwinvinken, zangvogels uit de grote Amerikaanse familie Thraupidae (tangaren). De darwinvinken komen als endemische soorten alleen voor op de Galapagoseilanden.

## Kenmerken
De vogel is 11 tot 12 cm lang. De spitssnavelgrondvink is net als de andere grondvinken donker gekleurd, vrouwtjes en jonge mannetjes met meer grijsbruin en vlekken. De soort heeft een relatief kleine snavel.

## Verspreiding en leefgebied
De spitssnavelgrondvink komt alleen voor op de eilanden Fernandina, Santiago, Pinta en kleinere eilanden in het midden en westen van de eilandengroep. Op deze eilanden broedt deze grondvink in de meer vochtige hogere delen van het eiland en daalt daarna af naar de lagere, droger delen.
De soort telt twee ondersoorten:
- G. d. difficilis: Pinta.
- G. d. debilirostris: de westelijke en centrale Galapagoseilanden.

## Status
De spitssnavelgrondvink heeft een klein verspreidingsgebied maar de kans op uitsterven is zeer gering. De grootte van de populatie is niet gekwantificeerd. De vogel is vrij algemeen en men veronderstelt dat de soort in aantal stabiel is. Om deze redenen staat de soort als niet bedreigd op de Rode Lijst van de IUCN..